# Nycteola albifasciata
Nycteola albifasciata är en fjärilsart som beskrevs av Claude Dufay 1958. Nycteola albifasciata ingår i släktet Nycteola och familjen trågspinnare. Inga underarter finns listade i Catalogue of Life.